# کریستال بروک (استرالیای جنوبی)
کریستال بروک (به انگلیسی: Crystal Brook) یک شهرک در استرالیا است که در استرالیای جنوبی واقع شده‌است.